# 普拉塔普·巴努·梅塔

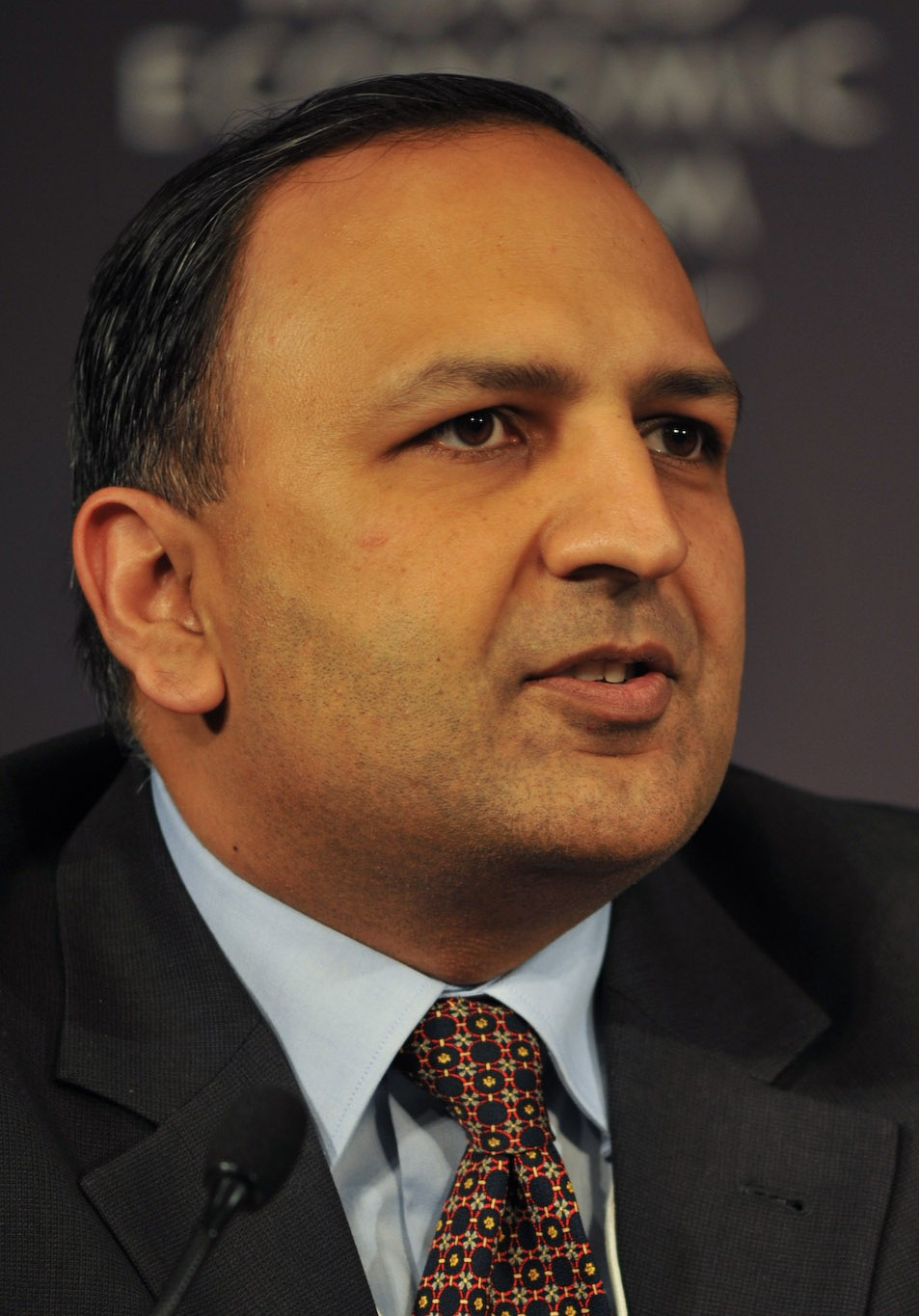
2009年印度经济峰会上的普拉塔普·巴努·梅塔

普拉塔普·巴努·梅塔（Pratap Bhanu Mehta，1967年7月26日—），印度政治理论家、教育家，曾任印度阿育王大学副校长。他毕业于牛津大学、普林斯顿大学。普拉塔普·巴努·梅塔信仰耆那教。
他的爷爷贾斯万特·拉杰·梅塔（Jaswant Raj Mehta）曾是律师，后来加入印度国民大会党，在焦特布尔选区三次当选。他的父亲沃拉金德拉·拉杰·梅塔（Vrajendra Raj Mehta）在剑桥大学获得博士学位，研究政治学，后来成为德里大学副校长。普拉塔普·巴努·梅塔出生于沃拉金德拉在剑桥攻读博士研究生期间，在剑桥大学校园内生活了三年。之后，他随父母回到印度，在喜马偕尔邦西姆拉生活了一段时光。之后，因父亲调动到拉贾斯坦大学，他们一家又搬到斋浦尔。高中毕业后，他到牛津大学读本科。后来在普林斯顿大学获博士学位。